# How I Met Your Mother (5.ª temporada)
A quinta temporada da série de comédia televisiva americana How I Met Your Mother estreou em 21 de setembro de 2009 e terminou em 24 de maio de 2010. Consiste em 24 episódios, cada um com aproximadamente 22 minutos de duração. A CBS transmitiu a quinta temporada nas noites de segunda-feira às 20:00 nos Estados Unidos. A quinta temporada completa foi lançada no DVD da região 1 em 21 de setembro de 2010.

## Sinopse
Ted começa seu trabalho como professor de arquitetura, de pé no meio de uma sala de aula - embora a mãe estivesse presente, ele acaba numa aula de economia na sala de aula errada. Barney e Robin tiveram uma relação complicada durante todo o verão no qual Lily os trancou em um quarto, forçando-os a entrar em um acordo sobre o relacionamento. Depois de uma fase difícil eles decidem se separar. Robin descreve dessa forma ao invés de "dois amigos voltar a ficar juntos". Barney imediatamente volta para seus velhos hábitos, usando sua agenda para marcar com as mulheres. Ao longo da temporada, Barney e Robin mostram sentimentos de pesar sobre o rompimento.
Ted namora uma estudante chamada Cindy (Rachel Bilson) e é revelado que sua companheira de quarto será a  futura esposa de Ted. Robin encontra Don Frank, o novo co-âncora em seu programa de TV. Embora ela não gosta dele inicialmente, os dois começam a namorar e ela vai morar com ele. No final da temporada eles se separam quando Don aceita um emprego em Chicago - um trabalho que Robin já havia recusado para ficar em Nova York, com Don. Marshall usa seu quarto tapa em Barney, novamente no dia de Ação de Graças. Ted compra uma casa que mais tarde se revelou ser a futura casa de Ted e seus filhos.
Lily e Marshall ainda estão em dúvida sobre ter filhos. Depois de assistir a quatro sósias de seu grupo (Robin Lésbica, Marshall Bigodudo, Stripper Lily e o Mexicano Lutador Ted), eles decidem deixar a grande decisão com a "infinita sabedoria" do universo e começar a tentar quando eles virem o sósia do Barney. No final da temporada, Barney se disfarça para fazer sexo com uma garota de todos os países do mundo, e Lily e Marshall confundem-o com o sósia final. Quando Marshall descobre, ele decide não contar a Lily, temendo que ela vá querer esperar ainda mais para ter filhos. Lily finalmente descobre e decide esperar. No final da temporada, Lily pensa ter visto o sósia do Barney como um vendedor de cachorro-quente, o que faz com que o grupo perceba que ela está vendo o que ela quer e dá força. Barney concorda que os bebês não são uma ideia estúpida e Lily e Marshall devem ir adiante. A temporada termina com Lily pedindo Marshall para "colocar um bebê na minha barriga".

## Elenco e personagens
| - Josh Radnor como Ted Mosby - Jason Segel como Marshall Eriksen - Cobie Smulders como Robin Scherbatsky - Neil Patrick Harris como Barney Stinson - Alyson Hannigan como Lily Aldrin - Bob Saget (não creditado) como Futuro Ted Mosby (apenas voz) - Lyndsy Fonseca como Penny Mosby - David Henrie como Luke Mosby - Marshall Manesh como Ranjit - Joe Nieves como Carl, o proprietário do MacLarens Pub - Charlene Amoia como Wendy, a garçonete - Cristine Rose como Virginia Mosby - Ben Koldyke como Don Frank - Chris Elliott como Mickey Aldrin | - Joe Manganiello como Brad Morris - Tim Gunn como Tim Gunn da TV (alfaiate pessoal de Barney) - Lindsay Sloane como Jen - Rachel Bilson como Cindy - JoAnna Garcia como Maggie - Jennifer Lopez como Anita Appleby - Stacy Keibler como Karina - Alan Thicke como ele mesmo - Amanda Peet como Jenkins - Laura Prepon como Karen - Nick Swisher como ele mesmo - Carrie Underwood como Tiffany - Malin Åkerman como Stella do filme - Chris Kattan como Jed Mosely - Judy Greer como Royce - Peter Bogdanovich como ele mesmo - Hong Chau como Cook Pu - Charles Chun como Mr. Park - Sarah Wright como Claire |

## Episódios
| N.º na série | N.º na temp. | Título                               | Dirigido por        | Escrito por                   | Exibição original      | Cód. de produção | Audiência (milhões) |
| --- | ------------ | ------------------------------------ | ------------------- | ----------------------------- | ---------------------- | ---------------- | ------------------- |
| 89 | 1            | "Definitions"                        | Pamela Fryman       | Carter Bays e Craig Thomas    | 21 de setembro de 2009 | 5ALH01           | 9,09                |
| Ted começa sua carreira como professor na universidade, preocupando-se em definir seu "tom" como professor. Ele tenta ser severo primeiro e depois bom, mas depois de 20 minutos, ele percebe que acabou na sala de aula errada e chega tarde para sua primeira lição real. Enquanto isso, os amigos descobrem o relacionamento entre Robin e Barney e, assim, Lily, com a ajuda de Marshall, forçam eles a definir esse relacionamento. Depois de passar um tempo trancado no quarto de Robin, os dois decidem fazer o "discurso" para definir seus sentimentos. Eles acabam dizendo que, já tendo mentido para todo mundo sobre seu relacionamento secreto, podem continuar fazendo isso se chamando de namorados. Então Lily os libera satisfeitos, convencidos de que, mesmo que eles digam que fingem, afinal seus sentimentos são verdadeiros. |              |                                      |                     |                               |                        |                  |                     |
| 90 | 2            | "Double Date"                        | Pamela Fryman       | Matt Kuhn                     | 28 de setembro de 2009 | 5ALH02           | 8,73                |
| Barney e Marshall vão a um clube de strip onde encontram a sósia de Lily, Jasmine. Marshall admite que toda vez que ele tem pequenas fantasias com outras mulheres, ele imagina que Lily morre para que ele nunca precise traí-la, mesmo na imaginação. Barney, por outro lado, está convencido de que isso não vai incomodar Robin, mas incomoda. Enquanto isso, Ted tem um encontro às cegas com uma garota que ele conheceu exatamente da mesma maneira, sete anos antes. Então, ambos discutem o porquê de não terem dado certo entre eles. Eles refazem sua noite histórica, chegando à conclusão de que não foram feitos um para o outro. |              |                                      |                     |                               |                        |                  |                     |
| 91 | 3            | "Robin 101"                          | Pamela Fryman       | Carter Bays e Craig Thomas    | 5 de outubro de 2009   | 5ALH03           | 8,23                |
| Robin inicialmente reclama que Barney a trata como uma de suas muitas realizações, esquecendo que agora ele é o namorado dela. Depois que Ted o avisa, Barney começa a fazer surpresas de namorado para a garota. Robin, no entanto, suspeita e começa a pensar que o namorado a está traindo. Procurando evidências, Robin encontra um caderno secreto na pasta de Barney e, lendo-o, descobre que seu namorado está recebendo lições de Ted sobre como lidar com ela. |              |                                      |                     |                               |                        |                  |                     |
| 92 | 4            | "The Sexless Innkeeper"              | Pamela Fryman       | Kourtney Kang                 | 12 de outubro de 2009  | 5ALH04           | 8,56                |
| Marshall e Lily querem a todo custo marcar um encontro duplo com Barney e Robin, o que no entanto prova ser um desastre. Eles acabam brigando, mas depois sentindo falta deles, Barney e Robin compensam isso por não aproveitar a noite. Ted hospeda uma garota em sua casa, demonstrando que o charme do professor atrai, mas essa garota só quer dormir e, assim, se torna "A Mocked Guest House". Ted finalmente consegue se vingar de Barney, que zombou dele, levando uma mulher para a cama usando o charme do professor. |              |                                      |                     |                               |                        |                  |                     |
| 93 | 5            | "Duel Citizenship"                   | Pamela Fryman       | Chuck Tatham                  | 19 de outubro de 2009  | 5ALH05           | 8,07                |
| Ted oferece a Marshall uma viagem como na faculdade, em Gazola (Chicago), mas Marshall também traz Lily com ele, tornando a experiência muito chata. O visto de Robin está prestes a expirar e a garota corre o risco de ser deportada. Barney tenta ajudá-la a obter a cidadania. |              |                                      |                     |                               |                        |                  |                     |
| 94 | 6            | "Bagpipes"                           | Pamela Fryman       | Robia Rashid                  | 2 de novembro de 2009  | 5ALH06           | 8,82                |
| Barney, acreditando que ele é o "casal perfeito" com Robin, dá a Marshall alguns conselhos sobre a vida de um casal, mas o faz brigar com Lily. Enquanto isso, Ted está farto de seus vizinhos barulhentos, que "tocam gaita de foles" o dia todo. Quando ele encontra a coragem de ir falar com eles e pedir para eles pararem, ele tem uma surpresa. |              |                                      |                     |                               |                        |                  |                     |
| 95 | 7            | "The Rough Patch"                    | Pamela Fryman       | Chris Harris                  | 9 de novembro de 2009  | 5ALH07           | 8,82                |
| Barney dá a Ted seus DVDs para adultos. Ted primeiro pretendendo jogá-los fora, ao invés disso decide ver um. No entanto, Barney havia gravado uma gravação na qual pedia a Ted que o salvasse de qualquer relacionamento futuro. Ted e Marshall entendem que Barney e Robin não são feitos um para o outro e sua história não os deixa felizes. Lily assim cria a maneira perfeita de fazê-los terminar, chamando o famoso amigo de Robin, Alan Thicke. |              |                                      |                     |                               |                        |                  |                     |
| 96 | 8            | "The Playbook"                       | Pamela Fryman       | Carter Bays e Craig Thomas    | 16 de novembro de 2009 | 5ALH08           | 8,44                |
| Quando Robin e Barney terminam o relacionamento, Barney usa todos os seus truques para voltar ao auge da vida de playboy. |              |                                      |                     |                               |                        |                  |                     |
| 97 | 9            | "Slapsgiving 2: Revenge of the Slap" | Pamela Fryman       | Jamie Rhonheimer              | 23 de novembro de 2009 | 5ALH09           | 8,75                |
| Marshall e Lily convidam Ted, Barney e Robin para comemorar o dia de ação de graças/estapeacão de graças em sua casa. Marshall agradece a Ted e Robin por trazer o peru abandonado de volta para ele, assim, Marshall transfere um dos tapas em Barney para os dois, Barney se opõe a todos os argumentos, porém é silenciado por Lily como árbitro. Antes do jantar começar, o pai de Lily aparece na porta, que não conversa com a filha há três anos; ele a havia negligenciado ao longo da vida, dedicando-se a inventar um novo jogo de tabuleiro, mas três anos antes ele retornara à casa dos pais. Estes, sobrecarregados economicamente por sua presença, tiveram que desistir de se mudar para a Flórida e o avô Aldrin também voltou a trabalhar na fábrica de aço; Lily dirigiu o olhar "Você está morto por mim" para seu pai, que consiste em interromper qualquer relacionamento. Lily descobre que foi Marshall quem o convidou para se reconciliar com sua filha e reclama com Lily que ele a apoiou em todos os seus olhares "Você está morto por mim" lançados anteriormente porque para pessoas sem importância, mas que ele não podia tolerar que ela o deixasse ir. |              |                                      |                     |                               |                        |                  |                     |
| 98 | 10           | "The Window"                         | Pamela Fryman       | Joe Kelly                     | 7 de dezembro de 2009  | 5ALH11           | 8,79                |
| Uma velha amiga de Ted, Maggie, está solteira de novo e, como ela fica solteira apenas por um período muito curto, Ted quer se arriscar enquanto a "janela estiver aberta". Ele deixa a Maggie sob os cuidados de seus amigos, que devem tomar cuidado para ela não conhecer ninguém enquanto Ted estiver ausente. No entanto ela conhece alguém e, como o futuro Ted diz, ela nunca mais se separa desse homem. |              |                                      |                     |                               |                        |                  |                     |
| 99 | 11           | "Last Cigarette Ever"                | Pamela Fryman       | Theresa Mulligan Rosenthal    | 14 de dezembro de 2009 | 5ALH10           | 9,65                |
| Ted, Marshall, Barney, Robin e Lily começam a fumar de novo e continuam prometendo que vão fumar um cigarro pela última vez. Enquanto isso, Robin, nervosa com a retirada da nicotina, discorda fortemente de seu novo colega, Don. |              |                                      |                     |                               |                        |                  |                     |
| 100 | 12           | "Girls Versus Suits"                 | Pamela Fryman       | Carter Bays e Craig Thomas    | 11 de janeiro de 2010  | 5ALH12           | 9,78                |
| O MacLaren contrata uma nova bartender, decididamente sexy, e Barney imediatamente tenta conquistá-la. Ela, no entanto, queimada por um antigo relacionamento, desde então odiava namorar homens de terno; para poder embarcar, com grande dificuldade, Barney decide colocar suas roupas tradicionais no armário. Enquanto isso, Ted começa a namorar Cindy, uma garota conhecida na universidade cuja companheira de quarto se tornará a futura esposa de Ted. |              |                                      |                     |                               |                        |                  |                     |
| 101 | 13           | "Jenkins"                            | Neil Patrick Harris | Greg Malins                   | 18 de janeiro de 2010  | 5ALH13           | 10,52               |
| Marshall conta ao grupo algumas histórias sobre "Jenkins", uma pessoa que trabalha com ele, sugerindo que ele é um homem, mesmo que seja uma mulher, para não deixar Lily com ciúmes, enquanto isso, um jogo de bebida que consiste em beber quando Robin diz "mas, hum...". |              |                                      |                     |                               |                        |                  |                     |
| 102 | 14           | "Perfect Week"                       | Pamela Fryman       | Craig Gerard e Matthew Zinman | 1 de fevereiro de 2010 | 5ALH14           | 9,28                |
| Barney corre o risco de ser demitido, enquanto, enquanto isso, tenta a chamada "semana perfeita", que é seduzir uma garota, na primeira tentativa, todas as noites durante sete dias seguidos. |              |                                      |                     |                               |                        |                  |                     |
| 103 | 15           | "Rabbit or Duck"                     | Pamela Fryman       | Carter Bays e Craig Thomas    | 8 de fevereiro de 2010 | 5ALH15           | 10,00               |
| Ted, cansado de procurar a garota certa, pede a Marshall e Lily que a encontrem, enquanto Barney inventa outro truque dele, o que ajudará Marshall e Lily a encontrar uma garota para Ted. Robin não tem certeza de que Don não entende que tipo de pessoa ele é, Marshall diz que não é fácil entender as pessoas e que julgá-las é como entender a ilusão de coelho-pato, as pessoas podem ser tão boas quanto um coelho ou tão ruins quanto um pato, mas Robin prefere pensar que os patos são bons e os coelhos são ruins. Don tenta, com uma tentativa embaraçosa, seduzir Robin, desapontado, ela chega à conclusão de que Don é um coelho, mas, quando eles se vêem novamente trabalhando, Don pede desculpas por seu comportamento estúpido e promete a Robin que ele tentará ser um homem melhor; Robin entende que Don é realmente um pato. |              |                                      |                     |                               |                        |                  |                     |
| 104 | 16           | "Hooked"                             | Pamela Fryman       | Kourtney Kang                 | 1 de março de 2010     | 5ALH16           | 10,37               |
| Ted está com uma garota e descobre que está namorando e depois é explorado pela garota que o faz acreditar que pode haver um futuro para eles. Eventualmente, ele percebe que todo mundo tem uma pessoa "no gancho", então ele vai ao seu para esclarecer as coisas. |              |                                      |                     |                               |                        |                  |                     |
| 105 | 17           | "Of Course"                          | Pamela Fryman       | Matt Kuhn                     | 8 de março de 2010     | 5ALH18           | 10,06               |
| Robin, cansada do fato de que Barney não mostra nenhuma reflexão tardia por deixá-la, pede ajuda a uma mulher, Anita, que obriga Barney a esperar dezessete encontros antes que ele possa dormir com ela. Ted propõe a Barney organizar uma noite extraordinária para concentrar os dezessete compromissos em um, a "super noite". Robin e Don estão planejando sair juntos. No final, Barney descobre o plano de Robin, que faz Barney entender que ele tem sido muito insensível com ela. Barney dá a Robin e Don a super noite. |              |                                      |                     |                               |                        |                  |                     |
| 106 | 18           | "Say Cheese"                         | Pamela Fryman       | Robia Rashid                  | 22 de março de 2010    | 5ALH17           | 8,37                |
| É o aniversário de Lily e, pela enésima vez, Ted traz uma garota que o grupo não conhece para a festa. Lily mantém um álbum com todas as fotos de seus momentos e o grupo se lembra dos momentos de ruína devido a mulheres cujo nome Ted nem se lembra. No final, no entanto, eles encontram uma foto que retrata Lily, Marshall e Ted na Universidade, sua primeira foto de colega de quarto na qual Ted também fez Lily participar. Nesse ponto, Lily percebe que ele confiava nela e agora é sua vez de fazê-lo. Robin, enquanto isso, tenta desesperadamente tirar uma foto de ruim de Barney, no que parece impossível, e no final, ela consegue, fazendo-o comer a salsa à qual é alérgico. |              |                                      |                     |                               |                        |                  |                     |
| 107 | 19           | "Zoo or False"                       | Pamela Fryman       | Stephen Lloyd                 | 12 de abril de 2010    | 5ALH22           | 6,88                |
| Marshall foi assaltado e, quando volta ao bar com seus amigos, conta para todo mundo. Lily parece estar tão assustada que, à noite, não consegue dormir. Robin, uma amante de armas, aconselha-a a comprar uma arma e colocá-la no travesseiro, mas se a princípio ela não parece concordar, depois de estar no campo de tiro, parece que mudou de ideia. Lily volta ao bar e diz a Marshall que quer comprar uma arma, mas o marido diz que ele mentiu e que na verdade foi um macaco do zoológico do Central Park que o assaltou. Os amigos começam a provocá-lo enquanto Lily se arrepende de ter pensado em comprar uma arma. Assim que ela sai, Robin se oferece para contar sua história em seu programa, mas isso vai custar a estadia do macaco no zoológico. Marshall, neste momento, conta aos amigos que ele ainda mentiu para acalmar Lily e, quando chega ao show, não sabe o que fazer e qual versão contar, então ele se levanta e sai, deixando o estúdio em caos. |              |                                      |                     |                               |                        |                  |                     |
| 108 | 20           | "Home Wreckers"                      | Pamela Fryman       | Chris Harris                  | 19 de abril de 2010    | 5ALH20           | 7,71                |
| A mãe de Ted e seu namorado Clint anunciam sua intenção de se casar. Ted está desmoralizado por não ter conseguido se casar antes do segundo casamento de sua mãe, então no meio do casamento ele foge e não aparece por 72 horas. Quando ele volta, mostra aos amigos que comprou uma casa em ruínas em um leilão online. A escolha de Ted parece ter sido imediatamente um fracasso (a casa apresenta muitos problemas: morcegos, camundongos, aranhas e até mesmo um sem-teto), mas no final o Ted do futuro explica aos filhos que a casa que ele comprou é precisamente aquela em que a família está em 2030. |              |                                      |                     |                               |                        |                  |                     |
| 109 | 21           | "Twin Beds"                          | Pamela Fryman       | Theresa Mulligan Rosenthal    | 3 de maio de 2010      | 5ALH19           | 7,70                |
| Don propõe Robin para ir morar com ele. Ted inicialmente tenta convencê-la a ir, mas, vendo que Barney gostaria de voltar com ela, ele também tem a mesma reação. Enquanto isso, Marshall e Lily tendo dificuldade em dormir em uma cama de casal decidem comprar duas camas de solteiro para dormir e uma de casal para fazer sexo. Lily acha que a nova situação não é boa, enquanto em Marshall sim. Ted e Barney bebem e brigam, eles até vão para a casa de Don com a intenção de encerrar o assunto, mas depois dormem e na manhã seguinte Robin os acorda anunciando que ela não pode estar com Don e ao mesmo tempo se reunir com os dois ex. Ela decidiu se mudar. Ted encontra a caixa de leite vazia e, como sempre, vai até o quarto de Robin para contar, mas encontra o quarto vazio apenas com a trompa azul francesa (que ele havia roubado novamente para fazer a garota se apaixonar novamente) abandonada em um canto. |              |                                      |                     |                               |                        |                  |                     |
| 110 | 22           | "Robots Versus Wrestlers"            | Rob Greenberg       | Jamie Rhonheimer              | 10 de maio de 2010     | 5ALH21           | 8,16                |
| Barney compra ingressos para o show "Robots versus Wrestler", mas uma carta chega em casa para a antiga inquilina no apartamento. Eles abrem: é um convite para a recepção anual de primavera de Jefferson Valsmuth no Alberta Building. Os quatro amigos decidem ir primeiro à recepção e depois à luta. A recepção é um tédio fatal para todos, exceto Ted, que, se instalando imediatamente com o resto dos convidados, decide ficar, enquanto os outros vão embora. Mas enquanto recitam os versos da Divina Comédia, Marshall, Lily e Barney na luta encontram o quarto sósia: um lutador idêntico a Ted que, portanto, sai da reunião. No bar, Barney implora que ele volte com eles e não destrua o grupo, prometendo poder recitar qualquer poema, Ted começa, mas é interrompido por Robin. O Ted do futuro explica que, embora os contatos com o resto dos amigos tenham se tornado mais raros, todos os anos eles se reúnem para ver o "Robots versus Wrestler". |              |                                      |                     |                               |                        |                  |                     |
| 111 | 23           | "The Wedding Bride"                  | Pamela Fryman       | Stephen Lloyd                 | 17 de maio de 2010     | 5ALH24           | 7,69                |
| Ted e os outros estão no bar como de costume e estão discutindo um com o outro. Eles entendem que cada um deles tem uma bagagem que carregam, que é um grande defeito. Ted então tenta entender a bagagem de sua namorada. Enquanto assiste a um filme, Ted percebe que o diretor é o cara com quem Stella ficou depois de tê-lo deixado no altar. O filme representa a história de Ted e Stella, menosprezando Ted e fazendo dele um fracassado. |              |                                      |                     |                               |                        |                  |                     |
| 112 | 24           | "Doppelgangers"                      | Pamela Fryman       | Carter Bays e Craig Thomas    | 24 de maio de 2010     | 5ALH23           | 8,18                |
| Lily e Marshall fizeram um pacto: só terão um filho quando encontrarem o quinto sósia que falta, ou seja, o de Barney. Certa manhã, eles veem um motorista de táxi muito parecido com Barney e decidem que chegou a hora. Enquanto isso, Ted tinge o cabelo de loiro e a história entre Robin e Don está crescendo. Robin consegue um ótimo trabalho para uma rede grande, mas para aceitá-la, ela precisa se mudar, mas, entendendo que ama Don, ela decide recusá-lo. Infelizmente, a proposta de emprego é oferecida a Don, que aceita, terminando sua história com Robin, preferindo o trabalho a ela. Robin, triste e sozinha, volta a morar na casa de Ted, que recebe a amiga de braços abertos. Ted aponta para a amiga que os dois, como Barney, Marshall e Lily, mudaram muito nos últimos cinco anos; Robin e Ted estavam perto de se beijar, mas quando Robin vê os cabelos tingidos de Ted, ela para e os dois riem. Marshall descobre que o motorista do táxi era realmente Barney tentando pegar uma garota de todos os países, mas decide não contar a Lily porque ele realmente quer um bebê. Lily descobre a verdade, mas Barney finge ser um malabarista estrangeiro para fazer os dois acreditarem que são um casal; Lily e Marshall não se interessam, mas apreciam o gesto ao entender que Barney apoia seu desejo de se tornar pais. Depois de algum tempo, Lily vê um homem que se parece com Barney e decide que chegou a hora de ter um bebê, mas Marshall e os outros não percebem nenhuma semelhança entre Barney e ele e, portanto, entendem que Lily se convenceu que esse homem é o sósia de Barney só porque ela agora está pronta para se tornar mãe. |              |                                      |                     |                               |                        |                  |                     |

## Recepção
As críticas para a 5ª temporada de How I Met Your Mother foram mistas.
Cindy McLennan, da Television Without Pity, deu uma crítica negativa à temporada e, no final da temporada, escreveu: "Eu estou bem com qualquer temporada não sendo focada principalmente na busca da mãe, mas nesta temporada, os personagens pareciam regredir -- particularmente Barney e Ted. Normalmente, quando uma temporada termina, tenho que lidar com uma semana ou duas semanas de decepção. Agora, tudo o que estou sentindo é alívio."
Por outro lado, Amanda Sloane Murray, do IGN, deu à temporada uma revisão morna dizendo "Então talvez esta temporada não tenha as piadas mais engraçadas ou o material mais fresco para trabalhar. No geral, não é algo que se destaque em nossas mentes como uma das melhores temporadas no cânone How I Met Your Mother; muitos de nós estamos ansiosos para esquecer que Robin e Barney já aconteceram, o co-âncora de Robin, Don, passou de engraçadinho para homem hetero chato e acabou sendo descartado; ninguém fez progressos significativos em sua carreira ou vida amorosa. No entanto, no final do dia, algumas pontas soltas sugerem possibilidades tentadoras para a próxima temporada: Ted agora está na posse de uma casa, enquanto Marshall e Lily decidiram engravidar. Nosso grupo está de volta, sem restrições por relacionamentos dentro ou fora do círculo interno, e estamos felizes em tê-lo dessa maneira."

## Lançamento em DVD
| How I Met Your Mother: The Complete Season 5. The Suited-Up Edition                                      | | | | | | | | |
| Detalhes do conjunto                                                                                     | Detalhes do conjunto                                                                                     | Detalhes do conjunto                                                                                     | Detalhes do conjunto                                                                                     | Características especiais | Características especiais | Características especiais | Características especiais | Características especiais |
| - 24 Episódios - 3 Discos - Inglês (Dolby Digital 5.1 Surround) - Legendas em inglês, espanhol e francês | - 24 Episódios - 3 Discos - Inglês (Dolby Digital 5.1 Surround) - Legendas em inglês, espanhol e francês | - 24 Episódios - 3 Discos - Inglês (Dolby Digital 5.1 Surround) - Legendas em inglês, espanhol e francês | - 24 Episódios - 3 Discos - Inglês (Dolby Digital 5.1 Surround) - Legendas em inglês, espanhol e francês | - bloopers - videoclipes de "Super Date", "Nothing Suits Me Like a Suit", e "Best Night Ever" - 2 por de trás das cenas - making of de "Super Date" - bastidores do 100.º episódio - uma versão estendida de "Wedding Bride" - uma recapitulação da série em musical. | - bloopers - videoclipes de "Super Date", "Nothing Suits Me Like a Suit", e "Best Night Ever" - 2 por de trás das cenas - making of de "Super Date" - bastidores do 100.º episódio - uma versão estendida de "Wedding Bride" - uma recapitulação da série em musical. | - bloopers - videoclipes de "Super Date", "Nothing Suits Me Like a Suit", e "Best Night Ever" - 2 por de trás das cenas - making of de "Super Date" - bastidores do 100.º episódio - uma versão estendida de "Wedding Bride" - uma recapitulação da série em musical. | - bloopers - videoclipes de "Super Date", "Nothing Suits Me Like a Suit", e "Best Night Ever" - 2 por de trás das cenas - making of de "Super Date" - bastidores do 100.º episódio - uma versão estendida de "Wedding Bride" - uma recapitulação da série em musical. | - bloopers - videoclipes de "Super Date", "Nothing Suits Me Like a Suit", e "Best Night Ever" - 2 por de trás das cenas - making of de "Super Date" - bastidores do 100.º episódio - uma versão estendida de "Wedding Bride" - uma recapitulação da série em musical. |
| Data de lançamento                                                                                       | | | | | | | | |
| Região 1                                                                                                 | Região 1                                                                                                 | Região 1                                                                                                 | Região 2                                                                                                 | Região 2 | Região 2 | Região 4 | Região 4 | Região 4 |
| 21 de setembro de 2010                                                                                   | 21 de setembro de 2010                                                                                   | 21 de setembro de 2010                                                                                   | 8 de novembro de 2010                                                                                    | 8 de novembro de 2010 | 8 de novembro de 2010 | 27 de outubro de 2010 | 27 de outubro de 2010 | 27 de outubro de 2010 |